# Carlos Oviedo Cavada
Carlos Oviedo Cavada , O. de M. (19 de janeiro de 1927 - 7 de dezembro de 1998) foi um cardeal chileno da Igreja Católica Romana. Ele serviu como arcebispo de Santiago do Chile de 1990 a 1998, e foi elevado ao cardinalato em 1994.

## Biografia
Cavada nasceu em Santiago e entrou na Ordem de Nossa Senhora das Mercês em 28 de janeiro de 1944, tendo votos simples em 18 de março de 1945 e votos solenes em 19 de março de 1948. Entrou na Pontifícia Universidade Católica do Chile. Foi ordenado em 24 de setembro de 1949 em Santiago e depois estudou na Pontifícia Universidade Gregoriana de Roma de 1949 a 1953, onde obteve o doutorado em direito canônico .
Ele foi membro do corpo docente e diretor espiritual da Escola São Pedro Nolasco e depois disso um membro do corpo docente da Pontifícia Universidade Católica do Chile de 1953 até 1958. De 1958 até 1961 ele trabalhou na cúria geral de sua ordem e prosseguiu estudos em os arquivos secretos do Vaticano .
O Papa Paulo VI nomeou-o bispo titular de Benevento e Bispo auxiliar de Concepción em 21 de março de 1964. Ele participou do Concílio Vaticano II de 1964 até o encerramento do concílio em 1965. Ele foi promovido à sé metropolitana de Antofagasta em 1974. Ele foi transferido para a Arquidiocese de Santiago do Chile em 30 de março de 1990.
Ele foi criado Cardeal-presbítero de Santa Maria da Scala no consistório de 26 de novembro de 1994 pelo Papa João Paulo II. Ele renunciou ao cargo de Arcebispo de Santiago do Chile em 16 de fevereiro de 1998, mas continuou governando a Arquidiocese como administrador apostólico até que um sucessor tomou posse em abril daquele ano. Ele morreu em dezembro.